# Miroslav Jirousek
Miroslav Jirousek (* 12. listopadu 1946) je bývalý český fotbalista, záložník.

## Fotbalová kariéra
V československé lize hrál za VCHZ Pardubice, Baník Ostrava a SU Teplice. Nastoupil ve 173 ligových utkáních a dal 17 gólů. Z Teplic odešel do druholigového týmu LIAZ Jablonec. Vítěz Československého poháru 1973 a finalista Československého poháru 1969. V Poháru vítězů pohárů nastoupil v 1 utkání za Baník Ostrava proti 1. FC Magdeburg.

## Ligová bilance
| Ročník                                   | Zápasy | Góly | Klub           |
| ---------------------------------------- | ------ | ---- | -------------- |
| 1. československá fotbalová liga 1968/69 | 24     | 3    | VCHZ Pardubice |
| 1. československá fotbalová liga 1969/70 | 7      | 1    | Baník Ostrava  |
| 1. československá fotbalová liga 1970/71 | 30     | 3    | Baník Ostrava  |
| 1. československá fotbalová liga 1971/72 | 23     | 2    | Baník Ostrava  |
| 1. československá fotbalová liga 1972/73 | 22     | 2    | Baník Ostrava  |
| 1. československá fotbalová liga 1973/74 | 12     | 0    | Baník Ostrava  |
| 1. československá fotbalová liga 1974/75 | 27     | 2    | SU Teplice     |
| 1. československá fotbalová liga 1975/76 | 25     | 4    | SU Teplice     |
| 1. československá fotbalová liga 1976/77 | 3      | 0    | SU Teplice     |
| Česká národní fotbalová liga 1978/79     | -      | -    | LIAZ Jablonec  |
| CELKEM 1. liga                           | 173    | 17   |                |